# Tu ridi (film)
Tu ridi è un film del 1998, il quindicesimo film diretto dai fratelli Taviani, il loro secondo adattamento dalle Novelle per un anno di Pirandello dopo Kaos.

## Trama
Il film è costituito da due episodi:
- Tu ridi
- Due sequestri

### Primo episodio
Roma, anni trenta: un cantante di grande successo, Felice Tespini, è costretto ad abbandonare la carriera artistica a causa di un problema di salute. Ridotto a lavorare come contabile al Teatro dell'Opera di Roma, assiste quotidianamente alle soperchierie del sovrintendente del teatro, Gino Migliori, contro un collega d'ufficio, Tobia Rambaldi, costretto da una menomazione a camminare con un bastone. Fallito come cantante, infelice come marito – la moglie, Marika lo abbandonerà presto – costretto in una vita asfittica e desolata, Felice – così, paradossalmente, si chiama il protagonista che dà il titolo all'episodio – vive un'esperienza assai curiosa: nel sonno, ride. Incapace di dare spiegazioni a un fatto così bizzarro, cerca di allontanare il sospetto della moglie gelosa che la tradisca nel sogno, chiede consiglio alla scienza, si protesta innocente, crede a un dono di Dio a compenso delle proprie sofferenze. Scoprirà invece dolorosamente di ridere dello scherzo, stupido e triviale, che viene giocato tutte le mattine a Tobia. Anche nella musica di Mozart, con il fa naturale – quasi sinistro, dice il maestro concertatore – della romanza del primo atto da Le nozze di Figaro di Mozart – ironico e tragico sono tutt'uno.
Tobia, si toglie la vita. Anche sul letto di morte potrebbe sembrare che rida, a causa della ‘digestio mortis’, spiega il dottore, proprio come Felice aveva tentato di spiegare con rumori di stomaco le risa che sua moglie dichiarava di sentire di notte. Il suicidio di Tobia e le violente parole di scherno che il balordo soprintendente avrà nei confronti dell'amico, accusato di essere un idiota per non aver avuto il coraggio di uccidere il suo nemico prima di morire, danno a Felice il coraggio di porre fine alle proprie sofferenze, non prima di aver minacciato di morte il sovrintendente e avergli strappato, con una pistola giocattolo, una confessione scritta della propria codardia. Felice si reca quindi al mare per annegarsi, ma la casualità dell'incontro con una vecchia amica corista, Nora, gli concede un'estrema piccola vacanza. Un'ultima ora di svago, un'ultima confessione d'amore, un'ultima esibizione da baritono nel finale del II atto dell'Italiana in Algeri di Rossini. La vita: una breve vacanza prima della fine.

### Secondo episodio
Nella Sicilia di oggi e senza tempo – la prima inquadratura è per un meraviglioso tempio greco in triste contrasto con la speculazione edilizia dei quartieri popolari – si svolge la vicenda di due sequestri, in cui l'uno è occasione per il racconto dell'altro. Un bambino viene rapito per dissuadere il padre, un mafioso, dal collaborare con la giustizia. Trattenuto in un appartamento, è trattato dal carceriere (Lello Arena) con affetto giocoso e attenzione per la sua istruzione. Il carceriere – che ha lo stesso identico sguardo del traditore in un dipinto di Giotto (Ciclo della Cappella degli Scrovegni di Padova) – gli regala un computer perché possa esercitarsi nel disegno e gli insegna a giocare a pallone a piedi nudi, come i ragazzini brasiliani. Premuroso, lo accompagna in un hotel abbandonato alle pendici del monte che prende il nome da un altro sequestrato il dottor Ballarò. La storia di questo personaggio – allo stesso tempo minaccia e intrattenimento per il ragazzo – dà avvio a una digressione filmica che ci riporta indietro nel tempo, agli inizi del secolo, epoca in cui dei disgraziati pastori si erano trasformati per disperazione in banditi, portando a termine il sequestro di un anziano notabile del luogo, il Dottor Ballarò (Turi Ferro), per essere poi con lui 'condannati' dalle circostanze, alla segregazione, per il resto della vita, non potendolo né liberarlo né ucciderlo.
Grande è il legame del dottore con quella gente, che riconosce per averla lui stesso curata, della quale conosce minutamente vita e sofferenze. Il dottore, che finirà per diventare una persona di famiglia per quella piccola comunità, con accorata commiserazione della miseria spirituale e dell'ignoranza di quelle persone, si trasformerà in un insegnante, in una guida, e farà conoscere loro l'opera di grandi scienziati fino al punto che un neonato, nato in quelle romite valli, porterà uno strano nome: Galileo. La morte del dottore su quel monte ci riporta alle vicende del bambino rapito, che sarà ucciso con un colpo di pietra e sciolto nell'acido. Il film termina con il carceriere che danza, come aveva fatto nel momento della sua prima apparizione in scena, dietro le sbarre. L'arte e la musica continuano – nonostante i tragici casi che trovano eco in recenti delitti di mafia – ad ispirare "la ribellione, e la pietà" che spingono "a rinnovare l'atto d'amore verso gli altri" (Paolo Taviani).